# The Matrimonial Venture of the 'Bar X' Hands
The Matrimonial Venture of the 'Bar X' Hands è un cortometraggio muto del 1913 diretto da Pat Hartigan. Tra gli interpreti, non è confermata la presenza (supposta) di Ruth Roland e di Marshall Neilan.

## Produzione
Il film, prodotto dalla Kalem Company, fu girato a Santa Monica.

## Distribuzione
Distribuito dalla General Film Company, il film - un cortometraggio della lunghezza di 135 metri - uscì nelle sale cinematografiche statunitensi il 7 febbraio 1913. 
Nelle proiezioni, veniva programmato con il sistema dello split reel, accorpato in un'unica bobina con un altro cortometraggio prodotto dalla Kalem, Three Suitors and a Dog.